# NGC 2070
NGC 2070 là một cụm sao mở lớn và ứng cử viên cụm siêu sao nằm ở góc đông nam của Đám mây Magellan Lớn. Nó nằm ở trung tâm của Tinh vân Tarantula và tạo ra hầu hết năng lượng khiến nó nhìn thấy được. Sự ngưng tụ trung tâm của nó là cụm sao R136, một trong những cụm sao giàu năng lượng nhất được biết đến. Nó chứa một số ngôi sao khổng lồ, trong đó có ngôi sao lớn nhất được biết đến, r136a1, tại 315 M  và 8,7 triệu L☉ 